# Amerikaans-parlementaire debatvorm
De Amerikaans-parlementaire debatvorm, vaak afgekort tot AP, is de meest voorkomende debatvorm in het Nederlandse wedstrijddebatteren en is het officiële format van onder andere het Nederlands Kampioenschap Debatteren. Buiten Nederland wordt de AP-vorm weinig gebruikt. Aan een AP-debat doen twee teams bestaande uit twee personen mee, waarbij elk team in totaal drie toespraken houdt.

## Spreekvolgorde
In een AP-debat doen twee teams mee; een van deze teams wordt de regering genoemd (zij zijn voorstanders van een vooraf bekendgemaakte stelling) en het andere team de oppositie (zij zijn tegenstanders van deze stelling). De teamleden worden als volgt aangeduid:
1. Regering (voorstanders)
  1. Minister-president
  2. Afgevaardigde van de Regering
2. Oppositie (tegenstanders)
  1. Leider van de Oppositie
  2. Afgevaardigde van de Oppositie

De spreekvolgorde tijdens het debat is als volgt:
1. Minister-president (opbouwende beurt)
2. Leider van de Oppositie (opbouwende beurt)
3. Afgevaardigde van de Regering (verweerbeurt)
4. Afgevaardigde van de Oppositie (verweerbeurt)
5. Leider van de Oppositie (conclusiebeurt)
6. Minister-president (conclusiebeurt)

Eerst houden alle sprekers om de beurt (voor-tegen-voor-tegen) een toespraak, dit worden de opbouwende beurten genoemd. Daarna houden de eerste sprekers van beide teams nog een samenvattingstoespraak, waarbij de leider van de oppositie eerst spreekt en dan de minister-president. De spreektijd die een team krijgt is meestal maximaal vijf minuten voor beide opbouwende toespraken en drie minuten voor samenvattingstoespraken. In dat geval spreekt men van een 5-5-3-debat. Ook 6-6-3-debatten, 4-4-2-debatten en 3-3-2-debatten komen regelmatig voor.

## Rollen
In bijna iedere debatvorm bestaan duidelijke verwachtingen als het gaat om wat van een spreker in een bepaalde positie verwacht wordt. In een AP-debat zijn deze verwachtingen als volgt:

### Eerste voorstander
Van de minister-president wordt verwacht dat hij het onderwerp voor het debat introduceert: een debat gaat nooit precies over de stelling, in plaats daarvan geeft de minister-president een interpretatie van deze stelling en deze interpretatie is waar het debat verder over gaat. Dat zal over het algemeen betekenen dat er een beleidsmaatregel in de geest van de stelling als definitie komt, maar een definitie als ".... is een goed principe" kan ook voorkomen. Tenzij de tegenstanders kunnen aantonen dat deze definitie hen niet in staat stelt een redelijk debat te kunnen voeren, moeten zij deze definitie accepteren als het onderwerp van het debat. Daarnaast moet de minister-president de belangrijkste argumenten van de voorstanders inbrengen.

### Eerste tegenstander
De eerste tegenstander heeft als taak het weerleggen van de argumentatie van de eerste voorstander en het inbrengen van de belangrijkste argumenten van de eerste tegenstander. Omdat de eerste tegenstander pas na de toespraak van de eerste voorstander weet tegen welke definitie hij exact moet pleiten is dit een rol die veel improvisatievermogen van een spreker vereist.

### Tweede voorstander
De tweede voorstander heeft als taak het weerleggen van de argumentatie van de eerste tegenstander, het ingaan op de weerlegging van de argumentatie van de eerste voorstander en het uitbreiden/afmaken van de argumentatie van de voorstanders.

### Tweede tegenstander
Van de tweede tegenstander wordt verwacht dat hij ingaat op wat de tweede voorstander zegt en de argumentatielijn van de tegenstanders uitbreidt/afmaakt. Hierbij mogen nieuwe argumenten ingebracht worden, maar omdat de voorstanders geen goede kans meer hebben om hier uitgebreid op te kunnen reageren is het niet de bedoeling dat de belangrijkste argumentatie pas in deze toespraak komt. In hoeverre nieuwe argumentatie in deze toespraak meegewogen moet worden in de jurering van een debat is regelmatig onderwerp van discussie rondom debattoernooien.

### Conclusiebeurten
Tijdens de conclusiebeurten wordt van de sprekers verwacht dat zij het debat samenvatten en daarbij uitleggen waarom hun team de betere argumenten had. Het inbrengen van nieuwe argumenten in de conclusiebeurt is niet toegestaan, het inbrengen van nieuwe voorbeelden om reeds ingebrachte argumenten te illustreren mag wel.

## Interrupties
In AP-debatten wordt daarnaast van alle sprekers verwacht dat ze interrupties (ook wel "punten van informatie" genoemd) aanbieden tijdens de toespraken van hun tegenstanders. Interrupties mogen aangeboden worden tijdens opbouwende toespraken na de eerste minuut van een toespraak en voor de laatste minuut. (Bij korte spreektijden als 3-3-2 mag dit na de eerste 30 seconden en voor de laatste 30 seconden.) Tijdens de conclusiebeurten zijn geen interrupties toegestaan. Wanneer een debater een interruptie aanbiedt is het aan de spreker om te bepalen of deze interruptie toegestaan wordt. De spreker moet hier zelf een balans weten te vinden: te veel interrupties (2 à 3 wordt beschouwd als een soort maximum) of te weinig interrupties (geen interrupties) aannemen wordt door jury's bestraft.
Amerikaans-parlementair (AP) · Brits-parlementair (BP) · eloquentia · lagerhuisvorm · beleidsdebat · triasdebat · Australisch-Aziatisch